# Articulation talo-calcanéo-naviculaire
L'articulation talo-calcanéo-naviculaire (ou articulation astragalo-scapho-calcanéenne) est l'articulation intertarsienne qui unit le talus, le calcanéus et l'os naviculaire. Elle fait partie avec l'articulation calcanéo-cuboïdienne de l'articulation transverse du tarse.

## Description
L'articulation talo-calcanéo-naviculaire est une articulation cotyloïde.

## Surfaces articulaires
La cavité articulaire est constituée en avant et en haut par la face postérieure concave de l'os naviculaire et en bas par la face supérieure du sustentaculum tali. L'espace triangulaire entre le calcanéus et l'os naviculaire est complété par la face supérieure articulaire du ligament calcanéo-naviculaire plantaire
Chaque facette articulaire constitutive de la cavité répond à l'une des trois facettes articulaires de la tête du talus qui sont séparées par deux crêtes mousses.

## Moyens d'union
L'articulation talo-calcanéo-naviculaire possède une capsule indépendante de l'articulation calcanéo-cuboïdienne. Elle s'insère sur les rebords des surfaces articulaires excepté en haut et en dedans où elle s'insère en arrière du cartilage sur le col du talus.
Le ligament calcanéo-naviculaire plantaire est un ligament épais qui forme la clef de la voûte longitudinale médiale du pied. Il s'étend du bord antérieur du sustentaculum tali au bord plantaire de l'os naviculaire et forme un plancher d'appui du talus,. Sa face supérieure articulaire contribue à la cavité articulaire de l'articulation.
Le ligament talo-naviculaire ente la face supérieure du col du talus et le bord supérieur de l'os naviculaire consolide l'articulation.
En complément, l'articulation talo-calcanéo-naviculaire partage avec l'articulation calcanéo-cuboïdienne le ligament bifurqué par l'intermédiaire de son faisceau dorso-latéral formant le ligament calcanéo-naviculaire. Ce ligament fournit un renfort latéral au niveau de la jonction entre le talus et l'os naviculaire.